# Litledalsvatnet
Der Litledalsvatnet (auch Litledalstjørni) ist ein norwegischer See in der Gemeinde Stranda, in der Provinz Møre og Romsdal. Der etwa 815 Ar große See befindet sich auf einer Höhe von rund 1256 moh. Er wird gespeist von mehreren Schmelzwasserbächen und entwässert im Südosten durch den Hesteelva in den Djupvatnet und weiter in das Flusssystem des Glommas.
Der See befindet sich unweit der privaten Mautstraße Nibbevegen, die zum Dalsnibba führt. Der Geirangerfjord und der touristisch sehr beliebte Ort Geiranger befinden sich etwa 8 km (Luftlinie) nordwestlich des Sees.